# Carlos Emilio Morales
Pour les articles homonymes, voir Morales.
Carlos Emilio Morales, né à La Havane le 6 novembre 1939 et mort dans la même ville le 12 novembre 2014 est un guitariste de jazz cubain. Il est considéré comme l'un des premiers guitaristes à relier correctement les rythmes cubains à la langue de la guitare du jazz.

## Discographie
- Irakere (1979)
- Havana Jam (1979)
- The Legendary Irakere in London (1987)
- Homenaje a Beny Moré (1989)
- Misa Negra (1992)
- Bebo Rides Again (1994)
- Cuba Jazz (1996)
- Night at Ronnie Scott's, Vol. 4 (1996)
- United Nations of Messidor (1996)
- Nu Yorica 2!: Further Adventures in Latin Music Chang (1998)
- Babalu Ayé (1999)
- Afro Cuban Jazz Now (2001)
- Afro Cuban Trombone (2003)
- Lost Sessions (2003)
- Arturo Sandoval & The Latin Jazz Orchestra (2007)
- Tata Güines (2007)
- Irakere 1978 World Tour (2008)
- Chucho Valdés and his Combo (2008)
- Fania All-Stars Havana Jam 2 (2009)
- Orquesta Cubana de Música Moderna (2009)